# Force India VJM03
Chronologie des modèles (2010)
Force India VJM02 Force India VJM04
La  Force India VJM03 est la monoplace de Formule 1 engagée par l'équipe Force India F1 Team au championnat du monde de Formule 1 2010. La voiture a été présentée le 9 février 2010 sur le  circuit de Jerez.

## Présentation
La VJM03 a été conçue sous la direction de James Key, directeur technique de Force India (parti depuis chez Sauber). Les moteurs sont fournis par Mercedes. Le train arrière et boîte de vitesses sont fournis par McLaren, en vertu d'un accord de partenariat technique entre les deux écuries, et sont identiques à ceux de la McLaren MP4/25.
Cette monoplace est en quelque sorte une copie "au propre" de la précédente création de l'écurie, la VJM02. Le but de la VJM03 est de corriger les défauts de la précédente, à savoir un manque d'appuis aérodynamiques.
Lors des essais privés de l'intersaison, la monoplace s'est montrée plutôt discrète, signant des temps la plaçant en milieu de tableau. Cependant, dès les premiers Grand Prix de la saison 2010, la voiture se montre à son avantage et se place en tant que 5e force du plateau derrière les 4 top teams, une progression impressionnante par rapport à 2009, où la l'écurie était régulièrement en fond de grille. Adrian Sutil s'est qualifié dans les 10 premiers lors des 4 premiers GP de la saison à son volant.

## Résultats en championnat du monde de Formule 1
| Saison | Écurie              | Moteur                   | Pneus       | Pilotes           | Courses | Courses | Courses | Courses | Courses | Courses | Courses | Courses | Courses | Courses | Courses | Courses | Courses | Courses | Courses | Courses | Courses | Courses | Courses | Points inscrits | Classement |
| Saison | Écurie              | Moteur                   | Pneus       | Pilotes           | 1       | 2       | 3       | 4       | 5       | 6       | 7       | 8       | 9       | 10      | 11      | 12      | 13      | 14      | 15      | 16      | 17      | 18      | 19      | Points inscrits | Classement |
| ------ | ------------------- | ------------------------ | ----------- | ----------------- | ------- | ------- | ------- | ------- | ------- | ------- | ------- | ------- | ------- | ------- | ------- | ------- | ------- | ------- | ------- | ------- | ------- | ------- | ------- | --------------- | ---------- |
| 2010   | Force India F1 Team | Mercedes-Benz V8 F0 108X | Bridgestone |                   | BAH     | AUS     | MAL     | CHI     | ESP     | MON     | TUR     | CAN     | EUR     | GBR     | ALL     | HON     | BEL     | ITA     | SIN     | JAP     | COR     | BRÉ     | ABU     | 68              | 7e         |
| 2010   | Force India F1 Team | Mercedes-Benz V8 F0 108X | Bridgestone | Adrian Sutil      | 12e     | Abd     | 5e      | 11e     | 7e      | 8e      | 9e      | 10e     | 6e      | 8e      | 17e     | Abd     | 5e      | 16e     | 9e      | Abd     | Abd     | 12e     | 13e     | 68              | 7e         |
| 2010   | Force India F1 Team | Mercedes-Benz V8 F0 108X | Bridgestone | Vitantonio Liuzzi | 9e      | 7e      | Abd     | Abd     | 15e*    | 9e      | 13e     | 9e      | 16e     | 11e     | 16e     | 13e     | 10e     | 12e     | Abd     | Abd     | 6e      | Abd     | Abd     | 68              | 7e         |

Légende : ici 
- * : Le pilote n'a pas fini le Grand Prix, mais est quand même classé pour avoir couru plus de 90 % de la distance de la course.